# Juan Antonio Pérez Millán
Juan Antonio Pérez Millán (Algeciras, 1948-Salamanca, 2017) fue un crítico de cine, gestor cultural, profesor y autor español.

## Biografía
Nació en 1948 en la ciudad andaluza de Algeciras. Colaborador de publicaciones como El Adelanto, Triunfo, La Calle y Dirigido por, fue nombrado director de la Filmoteca Nacional a mediados de los años 1980, década durante la que también ejerció como consejero de Educación y Cultura de la Junta de Castilla y León. Falleció el 5 de mayo de 2017 en Salamanca.